# Tropic Electric
Tropic Electric —en español: Tropic Eléctrico—, es el segundo álbum de estudio de la cantante canadiense Kreesha Turner. Fue publicado el 15 de noviembre de 2011, en formato físico y digital. Kreesha decidió publicar el álbum como un "álbum doble", en un lado Tropic y en el lado Electric. 
El lado Tropic fue grabado en Jamaica, para capturar un nuevo tipo de género, una mezcla entre reggae y pop. El lado Electric del álbum está dedicado a sus fanes quienes disfrutaron de la energía de su primer álbum Passion (2008).
El álbum recibió críticas en su mayoría positivas, elogiando su sonido jamaicano, pero criticando I Feel My Darling y Come My Way. La lista de canciones para iTunes fue publicado con algunos errores, la canción Killer In The Club es actualmente 8 AM y viceversa.

## Promoción

### Sencillos
Rock Paper Scissors, fue publicado el 5 de julio de 2011. Por razones desconocidas, solo la versión "Radio Edit" de la canción aparece en el álbum. I Could Stay, fue publicado el 24 de octubre de 2011. El sencillo en iTunes solo contiene la versión "Radio Edit", pero la versión completa de la canción puede ser escuchada en el álbum. La canción alcanzó la posición #59 en el Canadian Hot 100. "I Could Stay" fue señalado por los críticos por hacer referencias y sonidos similares a «Runaway» de Janet Jackson.
El domingo, 5 de febrero de 2012, Kreesha confirmó a través de su aplicación para iPhone que había terminado de filmar el vídeo musical del tercer sencillo del álbum en Montreal. El tercer y último sencillo del álbum Love Again, pertenece al lado Electric del álbum.

## Lista de canciones
| Standard Edition |                                           |                                                                       |          |  |
| N.º              | Título                                    | Escritor(es)                                                          | Duración |  |
| 1.               | «Rock Paper Scissors»                     | Kreesha Turner, Courtney John, Nastassja Hammond & Leonardo McFarlane | 2:54     |  |
| 2.               | «I Feel My Darling (feat. Courtney John)» | Kreesha Turner, Courtney John, Nastassja Hammond & Leonardo McFarlane | 3:24     |  |
| 3.               | «My Kryptonite»                           | Kreesha Turner, Nastassja Hammond & Leonardo McFarlane                | 3:06     |  |
| 4.               | «Don't Leave Me Now»                      | Kreesha Turner, Nastassja Hammond & Leonardo McFarlane                | 3:41     |  |
| 5.               | «Come My Way»                             | Kreesha Turner & Nastassja Hammond                                    | 3:28     |  |
| 6.               | «I Could Stay»                            | Kreesha Turner, Erika Nuri & Greg Ogan                                | 3:26     |  |
| 7.               | «Love Again»                              | Kreesha Turner, Jon Levine & Shawn Desman                             | 3:50     |  |
| 8.               | «Away from You»                           | Kreesha Turner, Phil Tan & Dean Coleman                               | 3:05     |  |
| 9.               | «Wherever You Are»                        | Kreesha Turner, Nastassja Hammond & Brandon Green                     | 2:58     |  |
| 10.              | «Killer In The Club»                      | Kreesha Turner, Nastassja Hammond, Mike James & Troy Samson           | 3:43     |  |

| iTunes Bonus Tracks |                                       |                                                                       |          |  |
| N.º                 | Título                                | Escritor(es)                                                          | Duración |  |
| 11.                 | «8 A.M.»                              | Kreesha Turner, Nastassja Hammond & Leontre Roberts                   | 2:27     |  |
| 12.                 | «Away from You (Extended Mix)»        | Kreesha Turner, Phil Tan & Dean Coleman                               | 6:02     |  |
| 13.                 | «Killer In the Club (Heratix Remix)»  | Kreesha Turner, Troy Samson, Mike James & Nastassja Hammond           | 3:30     |  |
| 14.                 | «Rock Paper Scissors (Vídeo musical)» | Kreesha Turner, Courtney John, Nastassja Hammond & Leonardo McFarlane | 3:26     |  |